# 奎山 (日照)
奎山又名圭山、孤奎山和聚奎山等，位于中国山东省日照市日照经济技术开发区新市区南5公里，因远望三峰并立，宛如笔架，故被推为原日照县文峰。其最高峰为海拔250米的莲花峰（又名莲花盆），在此可观日出，下有石洞称白云洞，另在山南原有明时所建玉皇殿、聚奎庙等建筑，已毁于文革。今山四周均已被铁丝网封住，并以“封山育林”的名义修建了高尔夫球场。